# Данио-рерио
Да́нио-ре́рио, Дамский чулок, или брахиданио-рерио (лат. Danio rerio) — вид пресноводных лучепёрых рыб семейства карповых (лат. Cyprinidae). Популярная аквариумная рыбка. Является модельным организмом в биологии развития и известна в англоязычной литературе как zebrafish. В отечественной научной и научно-популярной литературе устоявшегося, удачного термина для этого вида нет, однако используются названия зебрафиш, данио-рерио и полосатый данио. В отечественной нейробиологической литературе также используют термин зебраданио.

## Описание
Эта аквариумная рыбка имеет размер 2,5—4 сантиметров, длинное прогонистое тело, основной тон серебристый с ярко-синими полосами. У молодых рыб плавники короткие, со временем они отрастают и образуют вуаль (есть также длинноплавниковые линии). Края плавников могут быть окрашены в жёлтый цвет. Отличительной чертой является брюшко — у самки оно значительно толще.
Населяет реки и ручьи Пакистана, Индии, Бангладеш, Непала, Мьянмы и Бутана.

### Селекционные формы
- с вуалевыми плавниками;
- леопардовый окрас;
- трансгенные GloFish.

## В качестве модельного объекта
Danio rerio был предложен Джорджем Стрейсингером в качестве модели для изучения эмбрионального развития и функций генов позвоночных. Важность этого модельного организма была подтверждена многими генетическими исследованиями. Danio rerio — один из немногих видов рыб, которые побывали на орбитальных космической станциях. В 1976 году икринки данио-рерио в термостатической капсуле «биокат» были взяты на борт советской научной станции «Салют-5» и в конце первой недели полета в лабораторном аквариуме из них вывелись мальки (в дальнейшем возвращенные на Землю для продолжения исследований).
В 1999 г в Сингапуре впервые были получены трансгенные данио-рерио, экспрессирующие ген зеленого флуоресцентного белка и флуоресцирующие при освещении естественным или ультрафиолетовым светом и первоначально использовавшиеся для мониторинга качества воды. С 2003 года в США в продажу поступили рыбки, экспрессирущие зелёный, жёлтый и красный флуоресцентные белки (см. GloFish).
При изучении биологии развития Danio rerio имеет некоторые преимущества перед другими позвоночными. Эмбрион развивается быстро и проходит стадии от яйца до личинки всего за три дня. Эмбрионы крупные, выносливые, крепкие, прозрачные и развиваются вне матери, что облегчает манипуляции с ними и наблюдение.
Существует значительный потенциал в использовании Danio rerio в качестве модели для фенотипического скрининга потенциальных лекарственных веществ благодаря скорости и удобству работы с ними. Несмотря на довольно низкое сходство между человеком и рыбами, многие системы этих организмов, в частности, сердечно-сосудистая система, взаимодействуют с низкомолекулярными соединениями аналогичным образом. Достоверные результаты могут быть получены при исследовании фармакокинетики и токсичности препаратов. Методами генной инженерии могут быть разработаны линии Danio rerio, специфично имитирующие различные заболевания человека.

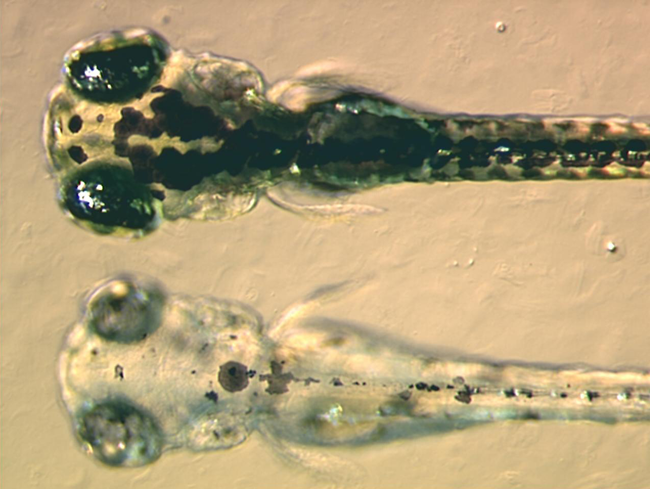
Danio rerio с мутантной окраской (bleached blond) был получен инсерционным мутагенезом. Мутант теряет черный пигмент в меланоцитах, так как не способен синтезировать меланин. Животному на фотографии четыре дня. В верхней части фотографии — животное дикого типа.
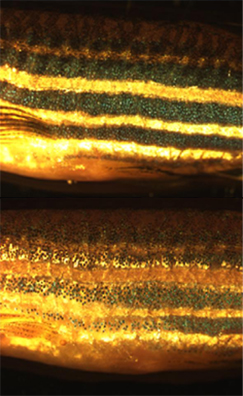
Хроматофоры Danio rerio, которые обеспечивают покровительственную окраску, являются модельным объектом изучения молекулярной биологии и биологии развития